# Rootes Group
Rootes Group или Rootes Motors Limited — британский автомобильный производитель, а также крупный автодистрибьютор и автодилер. Компания была основана в лондонском Вест-Энде в 1913 году, позднее базировалась в Мидлендсе и на юге Англии. В начале 1928 года братья Рутс, Уильям и Реджинальд, добившись успеха в сбыте и обслуживании автомобилей, решили войти в производственные процессы для более тесного контроля над продаваемой ими продукцией. Один брат занялся силовыми агрегатами, другой — системами рулевого управления и торможения.
При финансовой поддержке Prudential Assurance братья купили несколько британских автопроизводителей, включая Hillman, Humber, Singer, Sunbeam, Talbot, Commer и Karrier, контролируя их через материнскую компанию Humber Limited, в которой братьям принадлежало 60 % акций.
В самом начале 1960-х годов группа Rootes обладала автомобильными заводами в Мидлендсе в городах Ковентри и Бирмингеме, на юге Англии в Актоне, Лутоне и Данстебле, а также новейшим заводом на западе Шотландии в Линвуде. Кроме того, сборочные заводы компании находились в девяти странах за пределами Великобритании. Из своих офисов в Девоншир-хаусе на Пикадилли в Лондоне они контролировали международные операции компании Rootes Group и её дочерних структур, а также локальные дистрибьюторские и сервисные операции в Лондоне, Кенте, Бирмингеме и Манчестере.
Но при всём этом Rootes Group была недостаточно капитализирована и не смогла справиться с производственными проблемами и убытками, вызванными запуском производства нового малолитражного автомобиля с алюминиевым двигателем — Hillman Imp в 1963 году. По взаимному согласию, с середины 1964 года над Rootes Motors был установлен контроль компанией Chrysler Corporation, которая стала полноправным собственником компании Rootes в 1967 году. В 1971 году было прекращено производство моделей под брендами Rootes Group, а к концу 1978 года последние из различных подразделений компании Chrysler в Великобритании были проданы французским фирмам Peugeot и Renault.